# Incendie de l'église de la Compagnie

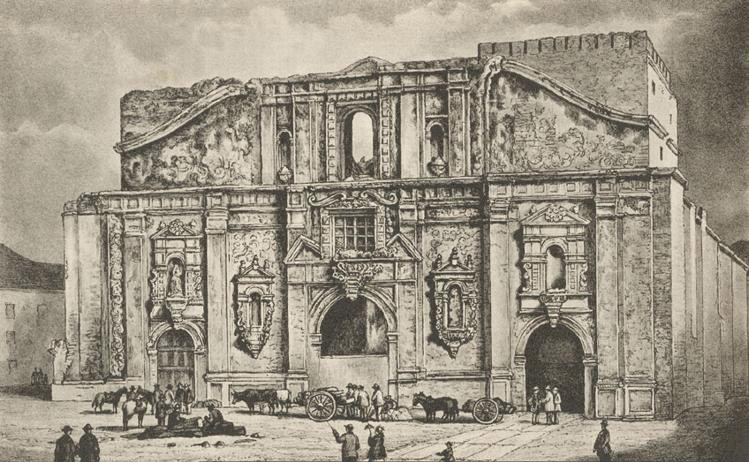
Ruines de l'église après l'incendie.

L’incendie de l'église de la Compagnie est le plus grand incendie qui ait jamais affecté la ville de Santiago, au Chili. Entre 2 000 et 3 000 personnes sont mortes le 8 décembre 1863 lors d'une célébration de l'Immaculée Conception.

Dans son ouvrage intitulé Au Chili (1896), Camille Jacob de Cordemoy a écrit : 

« En sortant de la Bibliothèque [de Santiago], on trouve, vis-à-vis, le charmant Jardin du Congrès, établi à l'ouest du Palais des Représentants. Au milieu s'élève une statue de la Vierge destinée à perpétuer le souvenir du terrible drame qui s'est déroulé là en 1863. Il y existait une église : celle de la Compagnie (de Jésus). Pendant un office, le feu se déclara. Les portes contre lesquelles s'entassaient les fuyards, ne purent être ouvertes, et il périt plus de deux mille personnes, surtout des femmes, des plus grandes familles de la capitale. Leurs restes reposent, ensemble, au cimetière, de l'autre côté du Mapocho. »

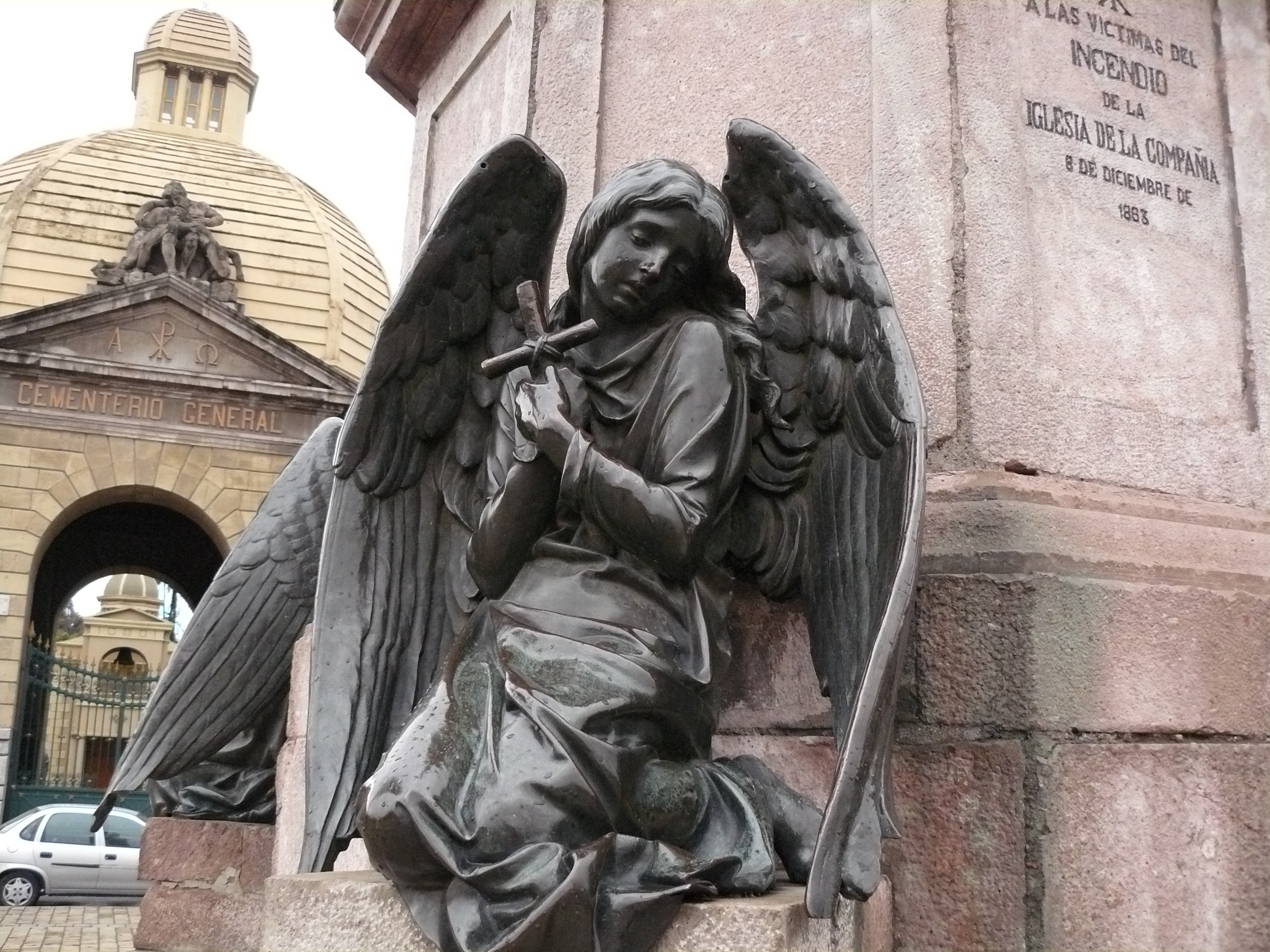
Statue aux victimes de la tragédie au cimetière général de Santiago.